# Código de buenas prácticas
Un código de conducta o código de buenas prácticas es un conjunto de reglas que describe las normas, las reglas y las responsabilidades o las prácticas adecuadas de una parte individual o de una organización.

## Códigos de conducta de las empresas
Un código de conducta de una empresa es un conjunto de normas que se suele redactar para los empleados de una empresa, el cual protege el negocio e informa a los empleados de las expectativas de la empresa. Es conveniente que incluso las empresas más 

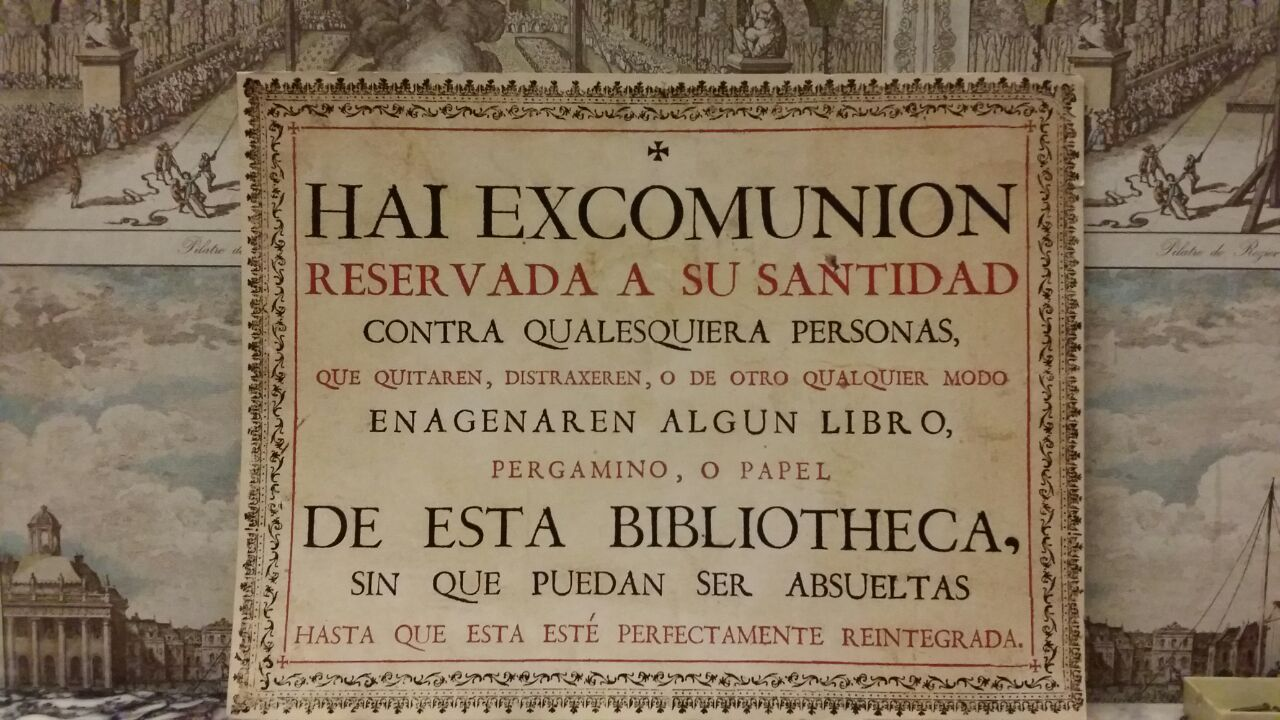
Cartel con aviso de castigo en caso de no cumplir con reglas de la biblioteca.

pequeñas creen un documento con información importante sobre las expectativas de los empleados. El documento no tiene por qué ser complejo ni tener políticas elaboradas.
El incumplimiento del código de conducta de una empresa por parte de un empleado puede tener consecuencias negativas. En el caso Morgan Stanley v. Skowron, 989 F. Supp2d 356 (S.D.N.Y. 2013), aplicando la doctrina de los servidores desleales de Nueva York, el tribunal sostuvo que un empleado de un fondo de cobertura que se dedicaba al uso de información privilegiada en violación del código de conducta de su empresa, que también le exigía informar de su mala conducta, debía devolver a su empleador la totalidad de los 31 millones de dólares que este le pagó como compensación durante su período de deslealtad.

## En la práctica
Un código de conducta puede ser una parte importante para establecer una cultura inclusiva, pero no es una solución completa por sí sola. Una cultura ética es creada por los líderes de la organización que manifiestan su ética en sus actitudes y comportamiento. Los estudios sobre códigos de conducta en el sector privado demuestran que su aplicación efectiva debe formar parte de un proceso de aprendizaje que requiere formación, una aplicación coherente y una medición/mejora continua. El simple hecho de exigir a los miembros que lean el código no es suficiente para garantizar que lo entiendan y recuerden su contenido. La prueba de la efectividad es cuando los empleados/miembros se sienten lo suficientemente cómodos como para expresar sus preocupaciones y creen que la organización responderá con las medidas adecuadas.

### Código de conducta de los contables
En su Guía Internacional de Buenas Prácticas de 2007, "Definición y desarrollo de un código de conducta eficaz para las organizaciones", proporcionó la siguiente definición de trabajo "Principios, valores, normas o reglas de comportamiento que guían las decisiones, los procedimientos y los sistemas de una organización de manera que (a) contribuyan al bienestar de sus principales partes interesadas, y (b) respeten los derechos de todos los componentes afectados por sus operaciones."